# Masicera guttata
Masicera guttata är en tvåvingeart som först beskrevs av Walker 1858.  Masicera guttata ingår i släktet Masicera och familjen parasitflugor. Inga underarter finns listade i Catalogue of Life.